# Det var en torsdag aften
Det var en torsdag aften er et livealbum / dvd udgivet af Kim Larsen & Kjukken den 18. november 2002. Koncerten blev optaget på Fredericia Teater i april 2002 og var den afsluttende for bandet efter en større turné rundt i Danmark. 
Repertoiret er et sammendrag af hele koncerten og er sammensat af store Kim Larsen-hits suppleret med enkelte Gasolin'-sange og gamle danske viser. Video-udgaven består af hele koncerten på i alt 32 numre med fokus hovedsageligt på Sange fra glemmebogen og kendte Kim Larsen-sange. Koncerten fik stor ros af flere aviser.
Albummet har indtil videre solgt 152.000 eksemplarer.

## Albumversion
1. Langebro [live]
2. Jyllingevej [live]
3. Dengang jeg var lille [live]
4. Om 100 år [live]
5. Sølvstænk i dit gyldne hår [live]
6. Tik tik [live]
7. Pianomand [live]
8. Flyvere i natten [live]
9. Kirsten og vejen fra Gurre [live]
10. Lille Henry [live]
11. Som et strejf af en dråbe [live]
12. Joanna [live]
13. Sammen & hver for sig [live]
14. Fru Sauterne [live]
15. Den allersidste dans [live]

## Videoversion
1. Sort sort sort
2. Der er noget i luften
3. Jyllingevej
4. Den første gang jeg så dig
5. Så længe skuden kan gå
6. Dengang jeg var lille
7. Kalendervender Tage
8. Jeg plukker fløjlsgræs
9. Om hundrede år
10. Du er sød
11. Det var en lørdag aften
12. Spindevisen
13. Engang var jeg vidunderbarn
14. Som et strejf af en dråbe
15. Joanna
16. Sølvstænk i dit gyldne hår
17. Mandalay
18. Luth og fløjte
19. Adolf
20. ABC-visen
21. Tik tik
22. Pianomand
23. Kirsten og vejen fra Gurre
24. Flyvere i natten
25. Lille Henry
26. Sonny Boy
27. I dit korte liv
28. Kys mig godnat
29. Sammen & hver for sig
30. Fru Sauterne
31. Langebro
32. Den allersidste dans